# 민주좌파당 (튀르키예)
민주좌파당(튀르키예어: Demokratik Sol Parti)은 튀르키예의 사회민주주의 정당이다. 1980년 쿠데타 이후 공화인민당의 당수였던 뷜렌트 에제비트가 정치활동 금지를 당한 이후 공화인민당이 강제 해산되면서 그의 부인이었던 라흐샨 에제비트가 1985년 11월 14일에 창당하였다. 이후 구정치인에 대한 정치 규제가 해금되자 에제비트가 당수에 올랐고 1999년에는 원내 1당의 지위에 오르기도 하지만 튀르키예 국내 경기의 악화로 2002년 총선에서 최악의 성적을 거두었다. 그러나 2007년 조기 총선에선 공화인민당 연합에 참여하여 13석을 얻었다.

## 총선 결과
- 1986년: 8.5%
- 1987년: 8.53%
- 1991년: 10.8%(7석)
- 1995년: 14.64%(76석)
- 1999년: 22.19%(136석)
- 2002년: 1.22%
- 2007년: 공화인민당 연합에 참여. 합계 20.85%. (민주좌익당 몫으로 13석 배분)